# Municipio de Penn (condado de Stark)
El municipio de Penn (en inglés: Penn Township) es un municipio ubicado en el condado de Stark en el estado estadounidense de Illinois. En el año 2010 tenía una población de 354 habitantes y una densidad poblacional de 3,79 personas por km².

## Geografía
El municipio de Penn se encuentra ubicado en las coordenadas 41°6′4″N 89°41′12″O / 41.10111, -89.68667. Según la Oficina del Censo de los Estados Unidos, el municipio tiene una superficie total de 93.28 km², de la cual 93,24 km² corresponden a tierra firme y (0,05 %) 0,04 km² es agua.

## Demografía
Según el censo de 2010, había 354 personas residiendo en el municipio de Penn. La densidad de población era de 3,79 hab./km². De los 354 habitantes, el municipio de Penn estaba compuesto por el 98,87 % blancos, el 0,28 % eran amerindios y el 0,85 % eran de una mezcla de razas. Del total de la población el 0 % eran hispanos o latinos de cualquier raza.